# Estación de Sulgen
La estación de Sulgen es la principal estación ferroviaria de la comuna suiza de Sulgen, en el Cantón de Turgovia.

## Historia y situación
La estación de Sulgen fue abierta en el año 1855 con la apertura al tráfico ferroviario de la línea que unía a Winterthur con Romanshorn, del Schweizerische Nordostbahn (NOB). En 1876 se produjo la apertura de la línea férrea que comunica a Gossau con Sulgen por parte del Bischofszellerbahn. Esta compañía fue absorbida posteriormente por Schweizerischen Nordostbahn (NOB), y en 1902 se integró en los SBB-CFF-FFS.
La estación se encuentra ubicada en el centro del núcleo urbano de Sulgen. Tiene un total de dos andenes, uno lateral y otro central a los que acceden tres vías. Hay que sumar la existencia de una pequeña plata de vías en la estación y varias vías toperas para el apartado y estacionamiento de material.
La estación está situada en términos ferroviarios en la línea férrea Winterthur - Romanshorn y uno de los extremos de la línea Gossau - Sulgen. Sus dependencias ferroviarias colaterales son la estación de Weinfelden hacia Winterthur, la estación de Kradolf hacia Gossau y la estación de Erlen en dirección Romanshorn.

## Servicios ferroviarios
Los servicios son prestados por SBB-CFF-FFS:

### Larga distancia
- IC Romanshorn - Amriswil - Sulgen - Weinfelden - Frauenfeld - Winterthur - Zúrich Aeropuerto - Zúrich - Berna - Thun - Spiez - Visp - Brig.

### S-Bahn
S-Bahn San Galo
A la estación llegan dos líneas de la red de cercanías S-Bahn San Galo:
- S 5 San Galo – Gossau – Weinfelden. Trenes con frecuencias cada hora.
- S 7 Weinfelden – Sulgen – Romanshorn - Rorschach.

S-Bahn Zúrich
La estación está integrada dentro de la red de trenes de cercanías S-Bahn Zúrich, y en la que efectúan parada los trenes de varias líneas pertenecientes a S-Bahn Zúrich:
- S 30 Winterthur – Frauenfeld – Weinfelden (– Romanshorn – Rorschach)